# Azione Sociale
Die Azione Sociale (deutsch: Soziale Aktion bzw. Soziales Handeln), eigentlich Azione Sociale con Alessandra Mussolini (deutsch: Soziale Aktion mit Alessandra Mussolini) war eine rechtsextreme Partei in Italien. Sie wurde als Teil des Parteienbündnisses Alternativa Sociale von Alessandra Mussolini, der Enkelin des faschistischen Diktators Benito Mussolini, gegründet und bildete ursprünglich eine Allianz mit den neofaschistischen Parteien Forza Nuova und Fronte Sociale Nazionale.

## Geschichte
Die Partei wurde im Dezember 2003 unter der Bezeichnung Libertà di Azione (deutsch: Freiheit des Handelns bzw. Freiheit der Aktion) gegründet. Sie entstand infolge des Austritts Alessandra Mussolinis aus der Alleanza Nazionale aufgrund verschiedener Äußerungen des Vorsitzenden der Partei Gianfranco Fini, mit denen dieser den Faschismus (mit Bezug auf den Holocaust) und den Großvater von Alessandra Mussolini als Teil des „absoluten Bösen des 20. Jahrhunderts“ bezeichnete. Fini versuchte damit, die AN als konservative demokratische Kraft zu etablieren.
Nach der Teilnahme an den Europawahlen 2004 (bei denen Alessandra Mussolini in das Europaparlament gewählt wurde) und den Regionalwahlen 2005 wurde die Partei in Azione Sociale umbenannt.
Die Azione Sociale trat auf deren Gründungskongress vom 27. bis 29. März 2009 der neuen Partei Popolo della Libertà bei.

## Politische Ausrichtung
Politisches Ziel der Partei war, laut Alessandra Mussolini, das Bündnis Alternativa Sociale zu stärken und als eine, sich ständig in Bewegung befindende, politische Kraft die sozialen Probleme der heutigen italienischen Gesellschaft zu lösen. Außerdem versteht sich die Partei als ein deutlicher Bezugspunkt für alle Italiener, welche Italien nicht Prodi und Bertinotti ausliefern wollen (also den politischen Führern der Sozialdemokraten und der Kommunisten).
Zu den wichtigsten Programmpunkten der Azione Sociale zählen:
- Schutz des Lebens und der Familie
- Schutz der nationalen Identität, mit Augenmerk auf den regionalen Traditionen
- Stärkung der Partizipatorischen Demokratie mit Eintreten für die Gleichstellung der Frau
- Schutz der Rechte von Behinderten
- Rückbesinnung auf die christlichen Ursprünge und Schutz der christlichen „Leitkultur“ durch eine abgeänderte Europäische Verfassung
- Aufnahmestopp für „kulturfremde“ Staaten in die Europäische Union
- heftige Opposition gegen Kommunismus und Liberalkapitalismus
- Stärkung des wirtschaftsschwachen Süden Italiens
- Wiedereinführung des Protektionismus
- Schutz der Italiener vor Einwanderern und anderen Nicht-Italienern

## Wahlergebnisse
Nach dem Scheitern der Mitte-links-Regierung von Romano Prodi im Januar 2008 forderte die Partei Neuwahlen und schloss sich für die Parlamentswahlen im April der Mitte-rechts-Einheitsliste Popolo della Libertà von Silvio Berlusconi an. Bei diesen erlangte sie im Aostatal für die Abgeordnetenkammer 1,4 % und für den Senat 1,0 % der Wählerstimmen.